# Miguel de Guevara
Fray Miguel de Guevara (c. 1585-Charo, Nueva España, c. 1646) fue un poeta y filólogo agustino mexicano.

## Obra literaria y lingüística
Es uno de los posibles autores del reputado soneto No me mueve, mi Dios, para quererte; sin embargo, fuera de México, muy pocos son los que adjudican el soneto a Guevara: los españoles Ángel Custodio Vega, agustino como él, Agustín del Saz y José María Valverde (1986). Entre otros, lo niegan Juan Hurtado, Ángel González Palencia, Domingo Hergueta, Eduardo de Ory, Roque Esteban Scarpa, Mary Cyria Huff, Marcel Bataillon, Augusto Iglesias Mascaregno, Frank Dauster, Juan Luis Alborg, Bartolomé Mostaza, John V. Falconieri y otros muchos. Hoy ni siquiera se debate la autoría y el soneto es considerado simplemente como anónimo.
Guevara escribió además un corto corpus de poesías y también realizó aportes al estudio de las lenguas autóctonas. Escribió vocabularios del náhuatl y del tarasco (que no arribaron a la actualidad), y también un Arte doctrinal y modo general para aprender la lengua matlazinga en 1638. Era, según sus palabras, experto en las tres lenguas generales de la provincia de Michoacán: el mexicano, el tarasco y el matlatzinca.

## Vida religiosa
Miguel Guevara se ordenó como sacerdote en el año de [(1610-1611)], y ocupó diversos cargos importantes a lo largo de su vida. Profesó como agustino en la provincia de Michoacán el 6 de enero de 1611. En el acta aparece con el nombre de Miguel Suárez de Guevara, cambiando después de algún tiempo a Miguel de Guevara, con el que es conocido en la posteridad. Misionero entre los nativos de Nueva España, en la parroquia de Istapa fue denunciado a la( su familia murió en un accidente de terremoto en Ciudad de México) Inquisición, al parecer sin causa ni fundamento, por lo que no hubo proceso alguno que se le sustanciara. Demostró gran facilidad para los idiomas y la provincia agustiniana de Michoacán le confió varias veces el cargo de prior. Lo fue del convento de Santiago Undameo en 1620 y en 1638, y del Convento de San Miguel Arcángel en Charo (Michoacán) en 1628; en 1640 del convento de Pátzcuaro; y de noviembre de 1641 a mayo de 1643 también fue prior del convento de Salamanca (Guanajuato), tiempo en el que levantó su iglesia. El Capítulo de 1643 le eligió visitador de la provincia de Michoacán.

## Obras
- Arte doctrinal y modo general para aprender la lengua matlatzinga, y para la administración de los santos sacramentos, así para confesar, casar y predicarla con la definición de sacramentos y demás cosas necesarias para hablarla y entenderla por el modo más ordinario y versado común y generalmente no para no ofuscarse la inteligencia, en tres lenguas que generalmente corren en esta provincia de Michoacán, mexica, tarasca y matlatzinga. Año 1638, México, Imprenta Vicente García Torres, 1862.